# 阿拉伯復興社會黨
阿拉伯复兴社会党（羅馬化：Ḥizb al-Baʿth al-ʿArabī al-Ishtirākī），简称复兴党（音譯為巴斯黨），成立于1947年，是一个世俗的阿拉伯民族主义政党。作为一个泛阿拉伯政党，其纲领是要把阿拉伯人居住的地区統一起来，实现阿拉伯民族的伟大复兴。它在多个阿拉伯国家拥有分支。
1963年，阿拉伯复兴社会党分别在伊拉克和叙利亚取得政权。虽然开始的计划是将两国合并，但两个分支在争夺党内领导权的斗争中互不相让。1966年，阿拉伯复兴社会党分裂为阿拉伯复兴社会党 (伊拉克主导派)和阿拉伯复兴社会党 (叙利亚主导派)，相互敵對，并指责对方背叛了革命。在1980年两伊战争爆发后，由哈菲兹·阿萨德政权控制的叙利亚，是唯一支持伊朗并与萨达姆·侯赛因领导的伊拉克敌对的阿拉伯国家。

## 歷任民族领导机构總書記
1. 米歇尔·阿弗拉克（1947年－1965年）
2. 穆尼夫·拉扎兹（英语：Munif Razzaz）（1965年－1966年）

## 觀念
他們的口號是：统一、自由、社会主义。（阿拉伯语：وحدة، حرية، اشتراكية），靈感來自法國雅各賓派的民族團結和社會公平。统一是指全体阿拉伯人是一个统一的民族，目标是把阿拉伯民族统一在一个国家，屬于泛阿拉伯主義；自由則主張阿拉伯祖国从殖民主义的统治中解放出来，让全体阿拉伯人拥有自由支配命运和财产的权利，使个体自由与民族解放同步发展；社會主義則指阿拉伯社會主義，而不是科学社会主义。

## 組織
| 會議           | 日期                                          |
| -------------- | --------------------------------------------- |
| 第一次代表大會 | 1947年4月4日－6日                             |
| 第二次代表大會 | 1954年6月                                     |
| 第三次代表大會 | 1959年8月27日－9月1日                         |
| 第四次代表大會 | 1960年8月                                     |
| 第五次代表大會 | 1962年5月8日                                  |
| 第六次代表大會 | 1963年10月5日－23日                           |
| 第七次代表大會 | 1964年2月12日－17日                           |
| 第八次代表大會 | 1965年4月                                     |
| 第九次代表大會 | 敘利亞：1966年9月25日－29日 伊拉克：1968年2月 |

## 分支

### 阿拉伯半島
復興黨成立後，于沙特阿拉伯和科威特建立分支，也門復興黨20世紀50年代起就很活躍。1964年，阿里·加纳南當選沙特復興黨總書記。但1966年复兴党分裂後，沙特復興黨屬于哪一方就不得而知了。沙特復興黨還出版報紙塔利雅之聲。1973－1980年，该報曾經非常反對沙特王室和美國，其成員多爲什葉派穆斯林。

### 利比亞
阿姆尔·塔赫尔·德加耶斯在50年代成立了利比亞復興黨，主張加入阿拉伯聯合共和國，許多知識分子于利比亞王國晚期加入復興黨，复兴党成为利比亚的主要政治力量。在利比亚王国的后期，许多知识分子被复兴党的思想所吸引。然而，在纳赛尔主义宣传的帮助下，一些复兴党成员改变了立场，转而成为纳赛尔主义者。这些泛阿拉伯意识形态的增长引起了政府的关注，这导致了几名纳赛尔主义者和复兴党军官在60年代初被监禁。复兴党被指控试图推翻利比亞王国的“政治、经济和社会制度”；刑期什么都有，从8个月到2年不等。利比亞问题专家约翰·德夫林估计，利比亚地区分会在1964年有50至150名成员。

## 現狀

### 伊拉克
伊拉克阿拉伯复兴社会党在1963年短暂统治过伊拉克。1968年伊拉克阿拉伯复兴社会党再次取得政权。1979年萨达姆·侯赛因上台後實施獨裁統治，直到2003年伊拉克戰爭期間以美国为首的联军进入伊拉克推翻了該黨35年的独裁統治。随后該黨被伊拉克當局宣布为非法组织，受到取缔。

### 敘利亞
自1970年起敘利亞阿拉伯复兴社会党以阿薩德家族為首，统治叙利亚半個多世紀，直到2024年被敘利亞反對派推翻。自2011年起，敘利亞各方武裝势力爆發內戰。2024年12月8日，首都大馬士革被攻陷，總統巴沙爾·阿薩德乘飛機流亡至俄羅斯，結束了其家族在敘利亞54年的獨裁統治，該黨亦於同月11日宣告終止運作。2025年1月29日，在敘利亞革命勝利宣告會議上，該政黨连同阿薩德政权的其他附属组织一起被正式取缔。